# Among My Swan
Among My Swan es el tercer álbum de estudio de la banda de rock alternativo estadounidense Mazzy Star. Fue publicado el 29 de octubre de 1996 a través de Capitol Records, siendo su último álbum bajo el sello. Según Nielsen SoundScan en 2001, el álbum ha obtenido ventas de 214 000 en Estados Unidos.
Con un sonido más intimo y menos dependiente de efectos de eco, incluye la participación especial del guitarrista William Reid de The Jesus and Mary Chain en «Take Everything». Como sencillo principal fue publicado «Flowers in December», que alcanzó el top 40 en las listas musicales británicas.

## Lista de canciones
Todas las canciones escritas y compuestas por David Roback y Hope Sandoval. 
| N.º   | Título                         | Duración |  |
| 1.    | «Disappear»                    | 4:04     |  |
| 2.    | «Flowers in December»          | 4:57     |  |
| 3.    | «Rhymes of an Hour»            | 4:12     |  |
| 4.    | «Cry, Cry»                     | 3:58     |  |
| 5.    | «Take Everything»              | 4:53     |  |
| 6.    | «Still Cold»                   | 4:48     |  |
| 7.    | «All Your Sisters»             | 5:16     |  |
| 8.    | «I've Been Let Down»           | 3:17     |  |
| 9.    | «Roseblood»                    | 4:51     |  |
| 10.   | «Happy»                        | 3:58     |  |
| 11.   | «Umbilical»                    | 4:49     |  |
| 12.   | «Look on Down from the Bridge» | 4:47     |  |
| 54:00 |                                |          |  |

## Créditos y personal
Músicos
- David Roback – Composición, guitarras, teclado, producción, ingeniería, diseño.
- Hope Sandoval – Composición, voces, armónica, percusión, coproducción, diseño.
- William Cooper – Arreglo de cuerdas, ingeniería de audio.
- Jill Emery – Bajo.
- Keith Mitchell – Batería.
- William Reid – Guitarra adicional en «Take Everything».
- Aaron Sherer – Batería en «Take Everything» y «Still Cold».

Apoyo
- Beth Herschaft – Fotografía.
- Eddy Schreyer – Masterización
- Dale Everingham – Ingeniería.
- Tom Cashen – Equipo de producción.

## Posicionamiento en listas
| Listas (1996)                  | Mejor posición |
| ------------------------------ | -------------- |
| Escocia (Scottish Albums)      | 65             |
| Estados Unidos (Billboard 200) | 68             |
| Nueva Zelanda (RMNZ)           | 41             |
| Reino Unido (UK Albums)        | 57             |